# 京成ホテル
京成ホテル（けいせいホテル、英: Keisei Hotel）は京成グループのホテルおよびその運営会社。以下に大別される。京成カード加盟店。
- 京成ホテル株式会社 - 下記ホテルを運営する企業。本項で詳述する。
  - 水戸京成ホテル - 茨城県水戸市に所在するホテル。
- 筑波山京成ホテル - 茨城県つくば市に所在するホテル、および同ホテルを運営する「株式会社筑波山京成ホテル」（筑波観光鉄道の子会社）。
- 株式会社千葉京成ホテル - 下記ホテルを運営する企業。
  - 京成ホテルミラマーレ - 千葉県千葉市に所在するホテル。旧・千葉京成ホテル。
- 京成リッチモンドホテル ‐ 東京都に所在するビジネス型ホテル。ケイ・アンド・アール・ホテルデベロップメント株式会社（京成電鉄とロイヤルホールディングスによる合弁会社）が運営。

京成ホテル株式会社（けいせいホテル）は、茨城県水戸市に本社を置く京成グループのホテル運営会社。京成電鉄茨城ホールディングスの連結子会社。
1959年、「京成観光」として創業。1968年、「京成ホテル」に商号変更。2025年4月1日、京成グループの茨城県下における事業再編により京成電鉄から京成電鉄茨城ホールディングスの傘下に移行。

## 現在営業中のホテル

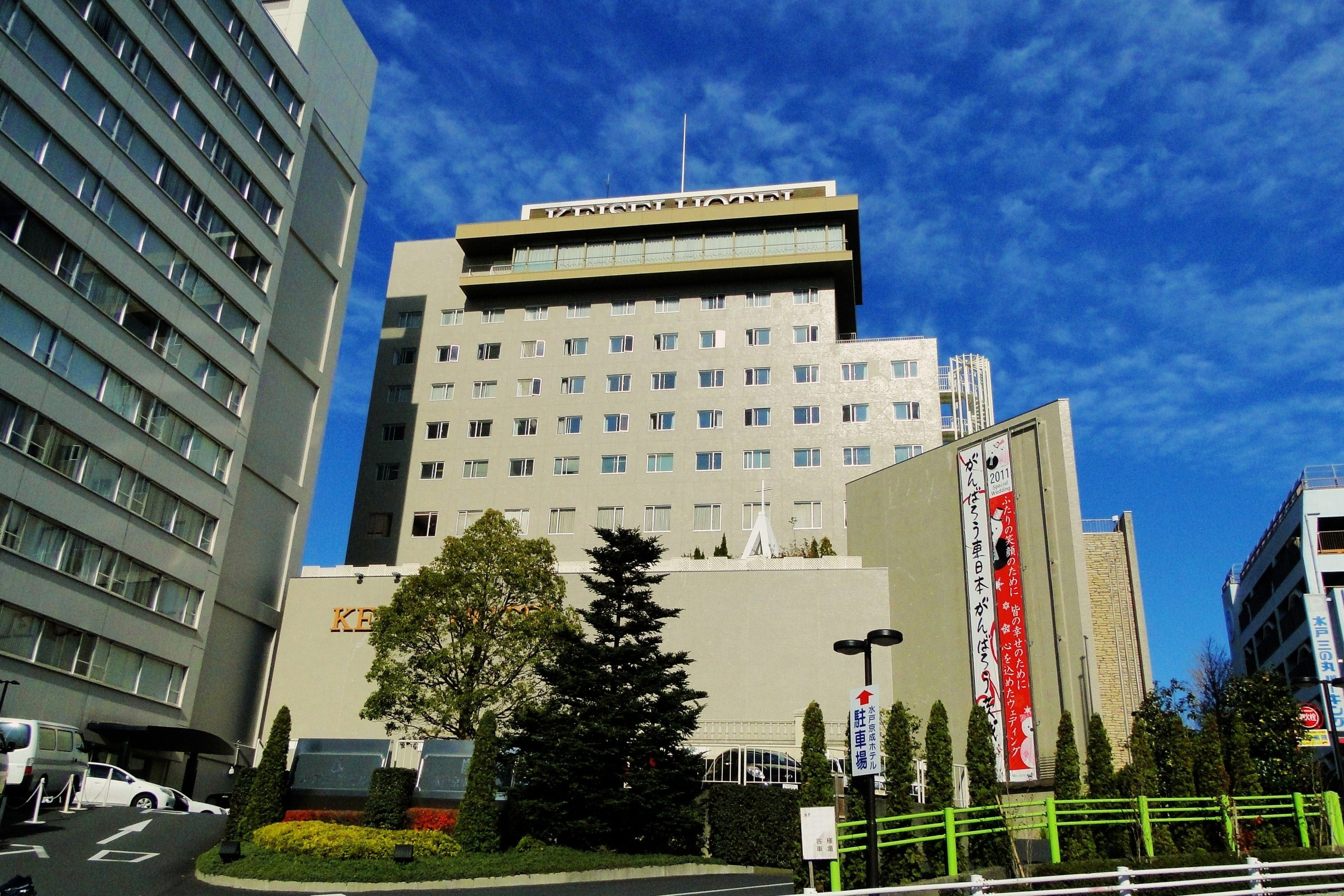
水戸京成ホテル

- 水戸京成ホテル（茨城県水戸市） - 1974年9月21日開業[3]

## かつて営業していたホテル
- 上野京成ホテル - 京成電鉄上野公園駅本屋として1936年落成。通称「軍艦ビル」。戦後は京成電鉄本社として使用されるが、本社が押上移転のあと1969年1月20日開業。1977年12月1日閉館。
- 洞元湖温泉ホテル - 1959年10月24日開業。1971年9月閉館。
- 奥那須京成ホテル おだん荘 - 1961年3月に別会社だった株式会社那須温泉ホテルおだん荘を吸収合併。
- 千葉京成ホテル - 1961年8月16日開業。2000年12月に建て替えのため休館し、2002年9月6日より京成ホテルミラマーレとしてリニューアルオープン。
- 土浦京成ホテル - 1963年10月12日開業。2007年3月31日閉館。
- 白浜京成ホテル - 1965年6月24日開業。1986年7月21日閉館。
- 館山京成ホテル
- 犬吠埼京成ホテル - 1964年6月1日開業。2012年3月31日付で千葉県レクリエーション都市開発株式会社[4]に譲渡し、翌日より「絶景の宿 犬吠埼ホテル」に改称[5][6]。

## かつて経営していた施設
- 京成霞ヶ浦麻生ロッジ
- 国民宿舎富津ロッジ
- 保田シーサイドイン ほか